# Elezioni parlamentari in Belgio del 1965
Le elezioni parlamentari in Belgio del 1965 si tennero il 23 maggio per il rinnovo del Parlamento federale (Camera dei rappresentanti e Senato). In seguito all'esito elettorale, Pierre Harmel, espressione del Partito Social-Cristiano, divenne Primo ministro; nel 1966 fu sostituito da Paul Vanden Boeynants, esponente dello stesso partito.

## Risultati

### Camera dei rappresentanti
| Liste                                                                       | Voti      | %     | Seggi |
| --------------------------------------------------------------------------- | --------- | ----- | ----- |
| Partito Social-Cristiano/Partito Popolare Cristiano                         | 1 785 211 | 34,45 | 77    |
| Partito Socialista Belga (BSP/PSB)                                          | 1 465 503 | 28,28 | 64    |
| Partito per la Libertà e il Progresso/Partito della Libertà e del Progresso | 1 120 081 | 21,62 | 48    |
| Unione Popolare                                                             | 333 409   | 6,43  | 12    |
| Partito Comunista del Belgio (Communisten)                                  | 195 028   | 3,76  | 6     |
| Fronte Democratico dei Francofoni                                           | 68 966    | 1,33  | 3     |
| Partito Comunista del Belgio (PCB)                                          | 41 674    | 0,80  | –     |
| Fronte Vallone                                                              | 24 245    | 0,47  | 1     |
| Fronte Vallone dei Lavoratori                                               | 23 582    | 0,46  | 1     |
| De Socialist                                                                | 14 937    | 0,29  | –     |
| Partito Cattolico                                                           | 14 007    | 0,27  | –     |
| Partito Popolare Fiammingo                                                  | 13 451    | 0,26  | –     |
| Partito Comunista Vallone                                                   | 13 321    | 0,26  | –     |
| Partito Comunista del Belgio (PCB/KPB)                                      | 10 590    | 0,20  | –     |
| Unione Indipendente del Lavoro                                              | 8 680     | 0,17  | –     |
| Democratici Fiamminghi                                                      | 7 983     | 0,15  | –     |
| Partito Socialista Indipendente                                             | 7 941     | 0,15  | –     |
| Fronte Democratico Vallone                                                  | 5 709     | 0,11  | –     |
| Altri <0,10%                                                                | 27 617    | 0,53  | –     |
| Totale                                                                      | 5 181 935 | 100   | 212   |

### Senato
| Liste                                                                       | Voti      | %     | Seggi |
| --------------------------------------------------------------------------- | --------- | ----- | ----- |
| Partito Social-Cristiano/Partito Popolare Cristiano                         | 1 785 191 | 34,89 | 44    |
| Partito Socialista Belga (PSB/BSP)                                          | 1 449 482 | 28,33 | 31    |
| Partito per la Libertà e il Progresso/Partito della Libertà e del Progresso | 1 111 894 | 21,73 | 23    |
| Unione Popolare                                                             | 338 770   | 6,62  | 4     |
| Partito Comunista del Belgio (PCB/KPB)                                      | 249 796   | 4,88  | 3     |
| Fronte Democratico dei Francofoni                                           | 68 397    | 1,34  | 1     |
| Fronte Democratico Vallone                                                  | 27 215    | 0,53  | –     |
| Partito Vallone dei Lavoratori                                              | 21 511    | 0,42  | –     |
| Partito Socialista Indipendente                                             | 12 180    | 0,24  | –     |
| Partito Comunista Vallone                                                   | 11 600    | 0,23  | –     |
| Unione Francofona                                                           | 7 656     | 0,15  | –     |
| Raggruppamento Indipendente                                                 | 7 456     | 0,15  | –     |
| Unione Indipendente del Lavoro                                              | 6 448     | 0,13  | –     |
| Partito Cattolico                                                           | 5 226     | 0,10  | –     |
| Altri <0,10%                                                                | 14 203    | 0,28  | –     |
| Totale                                                                      | 5 117 025 | 100   | 106   |

Riepilogo dei partiti presenti in liste diversamente denominate
| PCB/KPB | PCB/KPB |
| Sigla   | Voti    |
| ------- | ------- |
| PCB/KPB | 239.095 |
| PCB/BKP | 10.701  |
| Totale  | 249.796 |